# Botnryggen
Botnryggen är en bergstopp i Antarktis. Den ligger i Västantarktis. Inget land gör anspråk på området. Toppen på Botnryggen är 765 meter över havet. Botnryggen ligger på ön Peter I Øy.
Terrängen runt Botnryggen är bergig åt sydväst, men åt nordost är den kuperad. Havet är nära Botnryggen åt nordost. Trakten är obefolkad. Det finns inga samhällen i närheten.